# 마스와카 츠바사
마스와카 츠바사(일본어: 益若 つばさ 마스와카 쓰바사[*], 1985년 10월 13일 ~ )는 일본의 모델, 가수이다. 밀키 바니는 가수 예명이다.